# Związek Polskich Spadochroniarzy
Związek Polskich Spadochroniarzy (ZPS) – stowarzyszenie skupiające ludzi związanych ze spadochroniarstwem z siedzibą w Warszawie.
Związek Polskich Spadochroniarzy jest organizacją zrzeszającą obywateli polskich oraz Polaków, obywateli innych Państw, którzy wykonywali lub wykonują skoki spadochronowe. Do Związku należą zarówno żołnierze zawodowi i rezerwiści różnych formacji wojskowych, a także miłośnicy spadochroniarstwa uprawiający ten sport wyczynowo lub rekreacyjnie wywodzący się ze środowiska cywilnego. ZPS jest organizacją skupiającą w swych szeregach różne pokolenia spadochroniarzy. Członkami ZPS są weterani i kombatanci walk na frontach II Wojny Światowej: 1. Samodzielnej Brygady Spadochronowej (1 SBS), 1. Polskiego Batalionu Specjalnego WP, kadra, żołnierze i rezerwiści służący w 6. Pomorskiej Dywizji Powietrznodesantowej, 6. Brygadzie Powietrznodesantowej, 25. Brygadzie Kawalerii Powietrznej, 1. Pułku Specjalnym Komandosów i w wielu innych jednostkach rozpoznawczych oraz specjalnych Wojska Polskiego. Do Związku mogą należeć także oddziały i koła spadochroniarzy polskich stowarzyszonych poza granicami kraju.

## Historia ZPS
Historię powstania ZPS podano za: Bogusław Brodecki (red. merytoryczny): Związek Polskich Spadochroniarzy 20 lat 1989–2009. Zespół redakcyjny: Józef Bębenek, Marian Brytan, Leszek Chyła, Wiesław Iwański, Zdzisław Kica, Józef Kostecki, Stanisław Kulczyński, Czesław Marcinkowski, Ryszard Olszowy. s. 18-21.
Inicjatywa powołania Związku Polskich Spadochroniarzy, zrodziła się wśród grupy byłych spadochroniarzy 6 PDPD, do których należeli: gen. bryg. Edward Dysko – ówczesny Szef WSzW w Warszawie, sierż. rez. inż. Bogdan Kukliński – ówczesny dyrektor naczelny Domu Słowa Polskiego i kpr. rez. Zbigniew Woźniak – ówczesny naczelnik Gminy Raszyn. Pierwsze spotkanie założycielskie, któremu przewodniczył gen. dyw. Edwin Rozłubirski, zorganizowano w dniu 15 maja 1989 w siedzibie gminy Raszyn, z okazji 180 rocznicy bitwy pod Raszynem. Uczestniczyło w nim 20 byłych spadochroniarzy.
Ustalono, iż celem Związku będzie integracja wszystkich spadochroniarzy do działań w jedności i ofiarności dla dobra kraju, przez poszanowanie wartości i tradycji polskiego spadochroniarstwa, kultywowanie zwyczajów i obyczajów, roztaczanie opieki nad miejscami pamięci narodowej oraz – co szczególnie podkreślano – moralne i materialne wspieranie potrzebujących spadochroniarzy.
Z grona uczestników spotkania wybrano specjalne zespoły, których zadaniem było: inicjatywne reprezentowanie organu założycielskiego w kontaktach z administracją państwową, specjalną i sądowniczą: Edwin Rozłubirski, Józef Bębenek, Tadeusz Maśliński, Roman Orłowski, Krzysztof Smoczyński; statutowe opracowanie statutu: Edward Dysko, Roman Orłowski; odznaki związkowej: koledzy Józef Sanecki, Ryszard Dryl; regulaminowej niezbędnej dokumentacji rejestracyjnej: Tadeusz Maśliński i Bogdan Kukliński. Koordynację realizacji całości tych przedsięwzięć, powierzono Edwinowi Rozłubirskiemu.
W dniu 7 września 1989, Sąd Wojewódzki w Warszawie dokonał rejestracji stowarzyszenia pn. „Związek Polskich Spadochroniarzy” (Nr rejestru: RST 532) z siedzibą w Domu Słowa Polskiego w Warszawie przy ul. Miedzianej 11. W tym samym dniu wybrano Komitet Organizacyjny Związku, którego Prezesem został Edwin Rozłubirski, a Wiceprezesami: ds. ogólnych Edward Dysko, ds. organizacyjnych Mieczysław Kamiński, ds. propagandy Tadeusz Maśliński.
Dzięki pracy Komitetu Organizacyjnego, wydano drukiem pierwszy statut, deklaracje wstępujących do Związku, legitymacje członkowskie, opracowano projekt i wykonano odznakę Związku oraz rozesłano stosowne pisma – instrukcje związane z organizacją Oddziałów Terenowych. Zdecydowano, że Związek Polskich Spadochroniarzy będzie stowarzyszeniem patriotycznym, apartyjnym, a światopogląd członków, pozostanie ich osobistą sprawą.
14 czerwca 1990 roku powołano podmiot gospodarczy Związku Polskich Spadochroniarzy, który rozpoczął swoją działalność jako „Szkoleniowo Ochronna Agencja Komandos” w celu zapewnienia środków finansowych na działalność statutową Związku, umożliwienie byłym żołnierzom – spadochroniarzom dodatkowego zarobkowania, a także aktywnego uczestnictwa firmy w kształtowaniu bezpieczeństwa publicznego.
Od początku 1990 do 1994 zorganizowano na terenie Polski 27 Oddziałów Związku Polskich Spadochroniarzy, którym zgodnie z czasem powstawania, nadawano kolejne numery.

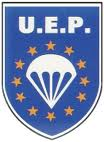
Znak Europejskiej Federacji Spadochroniarzy

Krajowy Zjazd Delegatów Związku Polskich Spadochroniarzy, odbył się w dniach od 25 do 26 maja 1991. Uczestniczyli w nim założyciele Związku i delegaci zorganizowanych już 12 Oddziałów Terenowych. Wybrano Pierwszy Zarząd Główny ZPS w składzie 34 kolegów, reprezentujących organ założycielski, Agencję Komandos i wszystkie 12 Oddziałów. Pierwszym prezesem ZPS wybrano Edwina Rozłubirskiego, a wiceprezesami zostali koledzy: Edward Dysko, Mieczysław Kamiński i Roman Orłowski, oraz skarbnikiem Aleksander Pawlikowski.
W maju 1995 roku w czasie II Krajowego Zjazdu Delegatów ZSP szef Sztabu Generalnego WP gen. Tadeusz Wilecki, dokonał uroczystego wręczenia sztandaru związkowi.
Związek Polskich Spadochroniarzy od 28 stycznia 1999 jest Założycielem i Członkiem Zwyczajnym Federacji Stowarzyszeń Rezerwistów i Weteranów Sił Zbrojnych Rzeczypospolitej Polskiej.
27 października 1999 na IX Kongresie Europejskiej Federacji Spadochroniarzy (U.E.P.) w Nikozji (Cypr), ZPS został przyjęty w poczet.
Postanowieniem Sądu Rejonowego dla M. St. Warszawy w Warszawie, XIX Wydział Gospodarczy Krajowego Rejestru Sądowego z dnia 12 stycznia 2005 – Sygnatura sprawy WA.XIX NS-REJ.KRS/358/5/131 Związek Polskich Spadochroniarzy otrzymał status Organizacji Pożytku Publicznego.

## Święto ZPS
Świętem organizacyjnym Związku Polskich Spadochroniarzy jest Dzień Spadochroniarza obchodzony 23 września – w rocznicę powołania przez Naczelnego Dowódcę Sił Zbrojnych Rzeczypospolitej Polskiej 1. Samodzielnej Brygady Spadochronowej w 1941 w Szkocji.

## Wyróżnienia nadawane przez ZPS

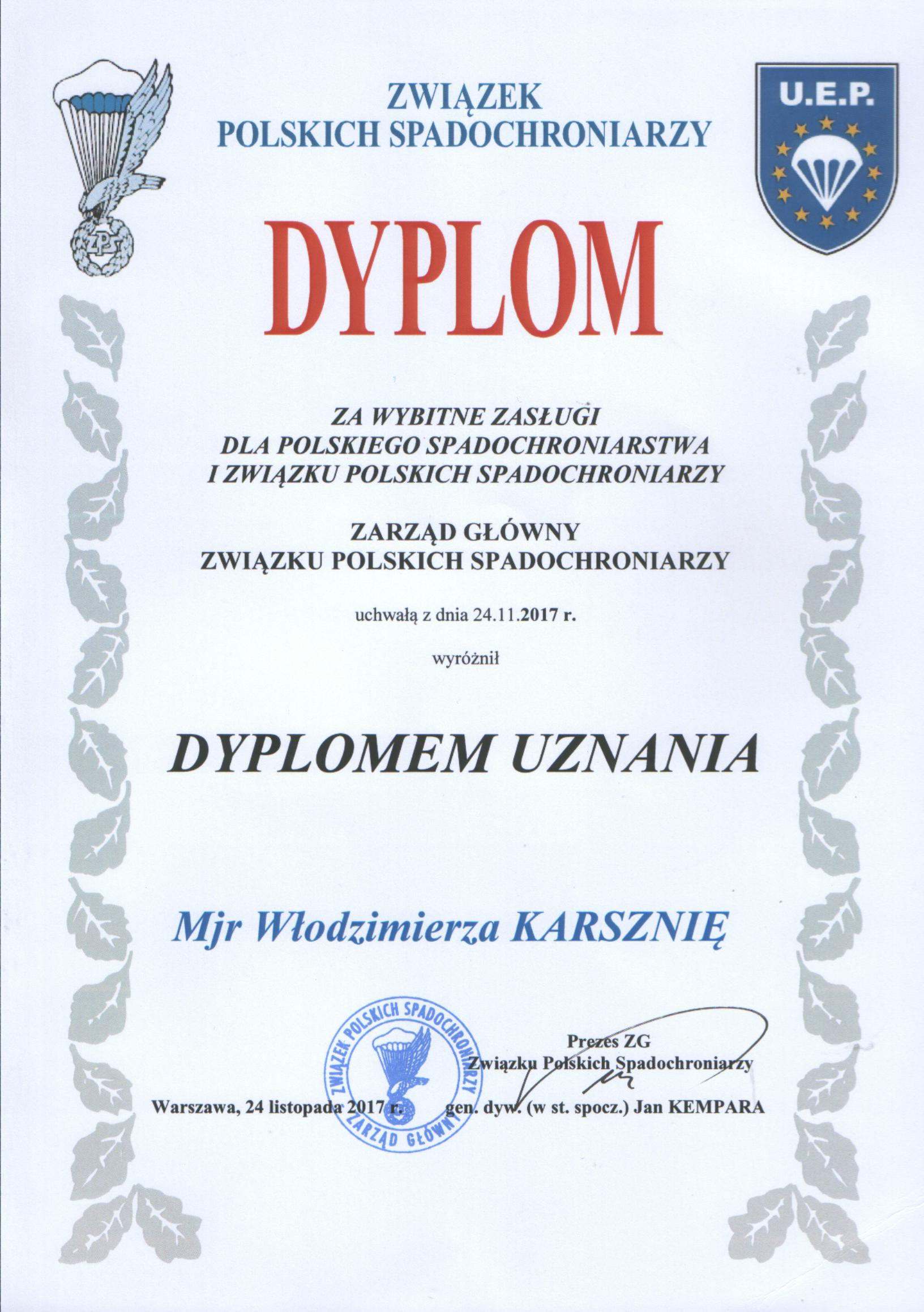
Dyplom uznania dla mjr. Włodzimierza Karszni za wybitne zasługi dla polskiego spadochroniarstwa i ZPS (listopad 2017)

Najwyższym wyróżnieniem w Związku jest uhonorowanie przez Zjazd Delegatów:
- Medal „Za Zasługi dla Związku Polskich Spadochroniarzy”[a]
- Nadanie godności Członka Honorowego ZPS.

## Udział ZPS w organizacjach
Związek Polskich Spadochroniarz jest członkiem następujących organizacji:
- 1988 – wiosna, Federacja Stowarzyszeń Weteranów i Rezerwistów Sił Zbrojnych RP.
- 1999 – 27 października, Europejska Federacja Spadochroniarzy (U.E.P.).

## Oddziały ZPS
- I Oddział w Warszawie
- II Oddział w Krakowie[7]
- III Oddział w Dziwnowie[8]
- IV Oddział w Inowrocławiu
- V Oddział we Wrocławiu[9]
- VI Oddział w Białymstoku
- VII Oddział w Katowicach
  - Koło przy Aeroklubie Gliwickim
  - Koło nr 1. Przyjaciół Muzeum Spadochroniarstwa i Wojsk Specjalnych w Wiśle im. ppłk. Adolfa Pilcha
- VIII Oddział w Poznaniu[10]
- IX Oddział w Płocku[11]
- XI Oddział w Bydgoszczy
- XII Oddział w Łodzi
- XIII Oddział S3 WAT w WAT[b][12]
- XIV Oddział w Gdańsku
- XV Oddział w Szczecinie
- XVI Oddział w Rzeszowie
- XVIII Oddział w Cieszynie
- XIX Oddział w Bielsku-Białej
- XXII Oddział w Lublinie
- XXIV Oddział w Sieradzu
- XXVII Oddział w Siedlcach
- XXXVI Oddział w Mielcu
- XXXVIII Oddział w Kielcach
- XXXIX Oddział w Przemyślu[13].

Źródło:

## Organ prasowy ZPS „Spadochroniarz”
Pod koniec 1995 rozpoczęto w Zarządzie Głównym prace związane z organizacją i wydawaniem organu prasowego Związku o nazwie „Spadochroniarz”. Głównym celem czasopisma, jest popularyzacja i reklama całokształtu działalności spadochroniarzy polskich zrzeszonych w Związku Polskich Spadochroniarzy. Pierwszy numer kwartalnika ukazał się na początku 1996. Od samego początku istnienia pisma redaktorem naczelnym był Józef Kostecki. Redakcja najbardziej aktywnych redaktorów pisma wyróżnia statuetką „Pióra Orła”.

## Odznaka Skoczka Spadochronowego ZPS
Regulamin Odznaki Skoczka Spadochronowego Związku Polskich Spadochroniarzy:
- Odznaka  Skoczka Związku Polskich Spadochroniarzy przysługuje członkom Związku, którzy samodzielnie wykonali (wykonują) skoki ze spadochronem.
- Dla członków Związku, którzy nie spełniają tego warunku (są członkami zwyczajnymi, bo wykonali skok w tandemie albo są członkami honorowymi lub wspierającymi) oraz dla osób, które deklarują chęć wstąpienia do Związku – odznakę przydziela się po odbyciu przez nich przeszkolenia oraz wykonania skoku (skoków) ze spadochronem w Ośrodku Szkolenia Spadochronowego ZPS w Pile, lub innym wskazanym przez zainteresowany Oddział Ośrodku.
- Odznaka jest stylizowana na Znaku Związku Polskich Spadochroniarzy (wielkość odznaki skoczka spadochronowego WPD) i występuje w czterech klasach:

1. Klasa podstawowa po wykonaniu 1 skoku – wieniec i napis zielone
2. Klasa III po wykonaniu 3 skoków – wieniec i napis brązowe
3. Klasa II po wykonaniu 50 skoków – wieniec i napis srebrne
4. Klasa I po wykonaniu 100 skoków – wieniec i napis złote.

- Noszenia odznaki na strojach organizacyjnych ZPS mają prawo członkowie Związku którzy posiadają tytuł skoczka bądź instruktora spadochronowego WPD lub ich odpowiedników uzyskanych w innych służbach mundurowych.
- Odznaka noszona jest powyżej lewej górnej kieszeni (zgodnie z przepisami mundurowymi – haftowana na ubiorze polowym, a metalowa na wyjściowym stroju organizacyjnym).
- Przyznanie odznaki powinno był ujęte w Uchwale Oddziału, a jej nadanie powinno się odbywać w sposób uroczysty.

## Prezesi Związku Polskich Spadochroniarzy
- gen. dyw. (r.) Edwin Rozłubirski (1989–1999)
- gen. bryg. (r.) January Komański (1999–2007)
- gen. dyw. (r.) Leszek Chyła (2007–2011)
- gen dyw. (r.) Jan Kempara (2011[17]–obecnie).

Źródło: